# 夏州
夏州，中国南北朝时设置的州。
北魏太和十一年（487年）改统万镇置，治所在岩绿县（唐朝改名朔方县，今陕西省靖边县北白城子）。唐朝时，夏州的辖境约当今陕西省大理河以北红柳河流域及内蒙古自治区杭锦旗、乌审旗等地。唐末后为党项族拓跋氏所居，后为西夏领土。元朝时废。 
| 州 | 夏州          | 夏州                 | 長州   | 長州          | 郡 | 朔方郡               |
| 郡 | 弘化郡        | 金明郡               | 大安郡 | 闡熙郡        | 县 | 巖緑县 寧朔县 长泽县 |
| 县 | 巖緑县 寧朔县 | 广洛县 永丰县 启寧县 | 长泽县 | 山鹿县 新国县 | 县 | 巖緑县 寧朔县 长泽县 |

## 夏州刺史
北魏夏州刺史
- 拓跋素（424年－439年）
- 长孙道生（444年）
- 楼伏连（445年－449年）
- 拓跋羯儿（450年）
- 拓跋惠寿（451年－453年）
- 拓跋提（454年－455年）
- 拓跋新成（460年－465年）
- 长孙观（469年－470年）
- 闾虎皮（471年－472年）
- 尉元（477年－480年）
- 元太兴（484年－488年）
- 拓跋彬（488年－489年）
- 陆骐驎（490年－491年）
- 穆罴（494年－495年）
- 源怀（495年－496年）
- 元天琚（501年－503年）
- 陆弥（507年）
- 封琳（514年－516年）
- 李肃（518年－519年）
- 封轨（519年－521年）
- 源子雍（523年－527年）
- 穆清休（528年－529年）
- 斛拔弥突（530年－532年）
- 宇文泰（532年－534年）[2]

唐朝夏州刺史
- 吕崇茂（武德初年，非陕北夏州，今山西省夏县）
- 窦静（628年—631年，都督）
- 张亮（632年，都督）
- 郭澄（贞观年间）
- 李愔（637年，都督）
- 刘兰（637年，长史）
- 刘兰（639年—641年，都督）
- 张士贵（641年—642年，都督）
- 尉迟敬德（642年—643年，都督）
- 乔轨（643年，都督）
- 乔师望（645年—646年，都督）
- 张义（贞观年间，都督）
- 宇文仁简（贞观末年永徽初年，都督）
- 屈突寿（贞观末年永徽初年，都督）
- 姜协（664年—667年，都督）
- 王立行（高宗时，都督）
- 王方翼（682年—683年，都督）
- 李崇义（683年，都督）
- 薛岑（武周年间，都督）
- 薛讷（701年，都督）
- 李思孝（中宗时，都督）
- 甄道一（景云年间，都督）
- 强循（714年—715年，都督）
- 甄道一（716年，都督）
- 阳钦明（721年，都督）
- 郑宏之（737年，刺史）
- 陈履华（玄宗时）
- 武令瓌（肃宗时，都督）
- 沈东美（代宗时，都督）
- 吕希倩（780年—783年）
- 时常春（783年）
- 拓跋乾晖（786年）
- 韩潭（787年—798年，之后带夏绥节度使职）
- 韩全义（798年—805年）
- 杨惠琳（805年—806年）
- 李演（805年—806年，未任）
- 李（806年—811年）
- 张煦（811年—813年）
- 田缙（813年—819年）
- 李听（819年—820年）
- 李祐（820年—824年）
- 傅良弼（824年—828年）
- 李寰（828年—830年）
- 董重质（830年—832年）
- 李昌言（832年—836年）
- 刘源（836年—838年）
- 高霞寓（838年）[3]
- 李愕（844年）
- 米暨（844年—846年）
- 李业（847年—849年）
- 崔某，常侍（849年—851年）
- 李福（851年—854年）
- 郑助（854年—857年）
- 田在宾（857年年—859年或862年）
- 楚国夫人婿（862年）
- 李宴元（865年—869年）
- 胡某（咸通年间）
- 李玄礼（乾符年间）
- 诸葛爽（880年—881年）
- 拓跋思恭（881年—886年，赐姓李）
- 李思谏（886年—895年）
- 李成庆（896年—900年）
- 李思谏 第二次接任（？年—908年）
- 李彝昌（908年—909年）
- 李仁福（909年—933年）
- 李彝超（933年—935年）
- 安从进（933年）
- 李彝殷（935年—967年）
- 李光睿（967年—978年）
- 李继筠（978年—980年）
- 李继捧（980年—982年）[4]